# ليو ماير (أستاذ جامعي)
ليو ماير (بالألمانية: Leo Meyer)‏ هو لغوي ألماني، ولد في 3 يوليو 1830 في Bledeln ‏ في ألمانيا، وتوفي في 6 يونيو 1910 في غوتينغن في ألمانيا.